# Carlos de Amésquita
Carlos de Amésquita (también Carlos de Amézquita, de Amézqueta o Carlos de Amézola) fue un marino español del siglo XVI. 

## Biografía
En 1588 dio comienzo en Francia la guerra de los tres Enriques, que enfrentó al rey Enrique III, al duque de Guisa y a Enrique III de Navarra por la Corona de Francia. Tras la muerte de los dos primeros, Enrique de Navarra, protestante, se convirtió en rey. Eso no podía ser tolerado por Felipe II de España, por lo que apoyó a la Liga Católica y envió un ejército (en el que se encontraba Amésquita) a Bretaña al mando de Juan del Águila.
Los ingleses, como protestantes y enemigos de España por la guerra que había estallado en 1585, apoyaron a Enrique de Navarra y enviaron tropas a Francia.
En 1595 Juan del Águila decidió organizar una expedición de castigo contra Inglaterra. La expedición, conocida como Batalla de Cornualles, le fue encomendada a Amésquita, quien, al mando de tres compañías de arcabuceros, zarpó en cuatro galeras ("Capitana", "Patrona", "Peregrina" y "Bazana"[cita requerida]) el 26 de julio. Después de recalar en Penmarch, desembarcaron en la Bahía de Mount (Cornualles) el 2 de agosto. 
Tras quemar la villa de Mousehole, Amésquita y sus soldados reembarcan en sus galeras y navegan dos millas más, después de lo cual desembarcan, toman y queman el fuerte de Penzance. En este último celebraron una misa, prometiendo construir una iglesia después de que Inglaterra fuera derrotada. 
Tras reembarcar de nuevo, tomaron las localidades de Newlyn, Paul y Penzance y fueron capaces de evitar la escuadra inglesa que les persiguió, comandada por Francis Drake y John Hawkins[cita requerida]. 
La expedición de Amésquita fue una de las pocas veces en que soldados españoles desembarcaron en Inglaterra (pero no la única).